# 学校法人根津育英会武蔵学園
学校法人根津育英会武蔵学園（がっこうほうじん ねづいくえいかい むさしがくえん、英語: Musashi Academy of the Nezu Foundation）は、日本の学校法人。略称は武蔵学園。
なお、「学校法人武蔵学園」という名称の法人は他に複数ある。

## 概要
東武鉄道の社長を務め甲州財閥総帥としても知られる実業家・初代根津嘉一郎の寄付により創立され、現在は武蔵大学および武蔵高等学校・武蔵中学校を経営する団体である。

## 沿革
1909年8月、米国実業界の招聘による渡米実業団に参加した実業家の根津嘉一郎 (初代)は、ジョン・ロックフェラーなどアメリカ合衆国の著名財界人が私財を投じて公共事業に尽力している実態に触れ、育英事業への志を深くするに至った。帰国後、根津は同じく実業家として親交のあった宮島清次郎・正田貞一郎らにこの計画を相談し、さらに本間則忠・平田東助・一木喜徳郎・岡田良平・山川健次郎・北條時敬らと共に、事業の中核として設立されるべき学校の構想について協議が重ねられ、旧制7年制高等学校が適当であるとの結論に至った。そして1921年7月には根津の寄付した約3,600,000円相当の土地・株式・現金を資産に、学校の経営母体として根津自身を理事長とする財団法人根津育英会の設立が申請され、9月に設立認可を受けた。設立当初の育英会の理事・評議員となったのは、先述の宮島・正田・本間・平田・一木・岡田・山川・北條のほか根津啓吉・佐々木吉三郎である。財閥総帥の個人的な資金拠出によって私立学校が設立されるというニュースは「一世一代の大奮発」として大きく報じられ、当時の社会を驚かせた。同年末には育英会が設立を申請していた武蔵高等学校の設立認可が下り、翌1922年4月、日本初の私立・7年制の旧制高校として開校した。同校は7年一貫教育を掲げる独特の教育方針で知られ、多数の東京帝国大学進学者を出した。
根津は創立者として育英会・武蔵高校に膨大な寄付を行いその事業を支えたが、彼の死後、戦後初期には東池袋にあった約12,600坪の所有地（通称・根樟山）の売却や有価証券の減価などにより、育英会の財政基盤は弱体化した。同時期の学制改革に際しては、育英会顧問を務めていた天野貞祐（旧制一高校長）・安倍能成（学習院院長）・和辻哲郎らが宮本和吉武高校長とともに、東京連合大学を共立する構想が出された。これは、同じ私立旧制高等学校であった成蹊・成城・学習院とともに4校で緩やかなカレッジ連合を形成するというものであったが、4校の間で調整が進まず、結局実現はされなかった。その後、旧制武蔵高校の教授会から、単独での新制大学設立の主張がなされると、育英会は宮島清次郎理事を中心に、財政難を理由に旧制武蔵高校を新制高等学校・新制中学校に改編することを主張して対立した。しかし結局のところ両者は妥協し、1948年から1949年にかけて新制の武蔵高等学校中学校および武蔵大学が発足し、また育英会自体も1951年、私立学校法（1949年制定）に基づく学校法人根津育英会へと改編された。なお、武蔵大学発足に際し、文理学部ではなく経済学部1学部での発足という形になったのは、育英会（理事会）の意向を考慮したことによるものであった。新制移行後しばらくの間、旧制以来の経緯もあって武蔵大と武蔵高・中は教学・事務などの組織が渾然一体となっており、大学学長が同時に高校・中学の校長を兼任することが戦後長く続いていたが、1975年に至って大学の学長職と高校・中学の校長職を分離し、これらを統括する役職として「学園長」が設置される改革がなされ、正田建次郎が初代学園長に就任した。2013年には「学校法人根津育英会武蔵学園」への改称がなされている。

### 設立当初の理事・評議員たち
- 根津嘉一郎：（初代）理事長。日清製粉・東武鉄道・東京地下鉄道各社長。根津合名会社代表社員（根津財閥総帥）。貴族院議員。
- 宮島清次郎：理事。日清紡績社長。訪米から帰国したのちの根津から、育英事業の計画について早くから相談を受けていた。第2次世界大戦後、4代理事長。
- 正田貞一郎：理事。日清製粉専務（のち社長）。宮島と同じく根津からの相談を受ける。初代学園長の正田建次郎は次男。
- 根津啓吉：東武鉄道取締役・貴族院議員。嘉一郎の甥で、その実家である山梨県下第2位の大地主「油屋」の当主[9]。
- 本間則忠：文部省事務官を経て大分県参事官。後出の平田東助と交友があり、フランスのリセやドイツのギムナジウムのような「社会の中核となる人材を育てる」ことを眼目とした学校の創設構想を根津に助言。学校設立に際しては実務を担当した[10]。
- 平田東助：評議員。内務官僚出身の貴族院議員でいわゆる「山縣閥」の重鎮。臨時教育会議総裁。根津の相談を受け、一木・岡田・山川・北條の4名を顧問として推薦。
- 一木喜徳郎：評議員。内務官僚出身の枢密顧問官。美濃部達吉とともに天皇機関説の支持者として知られる。臨時教育会議委員で改革派メンバーと目されていた。旧制武蔵高等学校の初代校長に就任し、根津没後には第2代理事長。
- 岡田良平：評議員。寺内内閣の文部大臣。臨時教育会議委員で改革派メンバーと目されていた。一木の長兄。
- 山川健次郎；評議員・顧問。東京帝国大学・九州帝国大学総長、明治専門学校総裁、京都帝国大学総長、枢密顧問官を歴任し東京帝大総長に再任される。臨時教育会議委員で改革派メンバーと目されていた。のち武高の第2代校長。第4代校長の山川黙（しずか）は姉の養子。
- 北條時敬：山口高校・四高・広島高師各校長、東北帝国大学総長を歴任し学習院院長。臨時教育会議委員で改革派メンバーと目されていた。武高の初代教頭・第3代校長として初期の校務をとりしきった山本良吉を推薦。
- 佐々木吉三郎：臨時教育会議委員。東京高師教授を経て東京市視学・学務課長など[11]。

### 年表

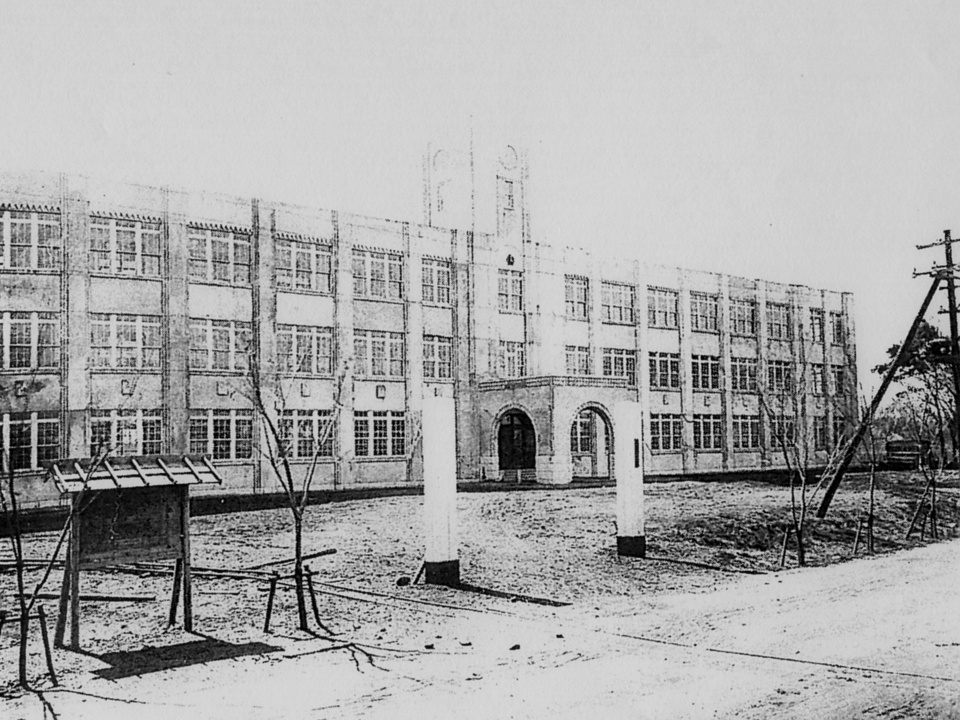
旧制武蔵高等学校（1923年）

- 1919年（大正8年）12月：根津嘉一郎 (初代)、知人とともに育英事業のための評議員会を組織。
- 1921年（大正10年）
  - 7月：根津育英会の設立申請。
  - 9月12日：根津を理事長とする財団法人根津育英会の設立が認可される。
  - 12月：根津育英会による旧制武蔵高等学校の設立認可。
- 1922年4月：同校の開校。初代校長は一木喜徳郎。
- 1948年（昭和23年）
  - 4月：学制改革による新制武蔵高等学校発足。
  - この年、育英会顧問の天野貞祐・安倍能成・和辻哲郎らにより「東京連合大学」共立構想が出されるも挫折。
- 1949年（昭和24年）
  - 2月：新制武蔵大学設立認可（4月開学）。
  - 4月：新制武蔵中学校発足。
- 1950年（昭和25年）3月：旧制武蔵高等学校廃止。
- 1951年（昭和26年）2月：学校法人根津育英会に改編。
- 1952年（昭和27年）4月：創立三十周年記念式。
- 1963年（昭和38年）11月：学園創立40周年。
- 1975年（昭和50年）
  - 4月：学園長制度が発足し、初代学園長に正田建次郎が就任。
  - 12月：武蔵学園後援会の発足。
- 1983年（昭和58年）：創立60周年。
- 1993年（平成5年）：70周年記念事業として『武蔵七十年史』『武蔵70年のあゆみ』が刊行される（〜1994年）。
- 1994年（平成6年）6月：武蔵学園記念室を開設。
- 2002年（平成14年）10月：武蔵学園創立80周年記念式典。
- 2003年（平成15年）9月：『武蔵80年のあゆみ』刊行。
- 2013年（平成25年）：学校法人根津育英会武蔵学園に改称。

## 歴代理事長・学園長

### 理事長
- 初代：根津嘉一郎 (初代)（1921年9月〜1940年1月）
- 2代：根津嘉一郎（2代）（ 1940年1月〜1940年3月）
- 3代：一木喜徳郎（1940年3月〜1944年12月）
- 4代：根津嘉一郎（2代）（再任 / 1945年12月〜1951年1月）
- 5代：宮島清次郎（1951年1月〜1963年9月）
- 6代：山本為三郎（1963年9月〜1966年2月）
- 7代：小林中（1966年12月〜1981年10月）
- 8代：根津嘉一郎（2代）（再任 / 1981年11月〜2000年5月）
- 9代：田中郁三（2000年5月〜2006年4月）
- 10代：根津公一（2006年4月〜）
  - 2013年以降、根津育英会武蔵学園理事長。

### 学園長
武蔵大学学長 / 武蔵高等学校・中学校校長 (1949〜75) - 以下、兼任期のみの在任期間を示す。
- 初代：宮本和吉（1949年2月〜1956年4月）
- 2代：吉野信次（1956年4月〜1965年4月）
- 3代：正田建次郎（1965年4月〜1975年4月）

武蔵学園学園長（1975年〜）
- 初代：正田建次郎（1975年4月〜1977年3月）
  - 在任中に死去。
  - 1977年3月〜1978年4月：岡茂男が事務取扱。
- 2代：太田博太郎（1978年4月〜1990年4月）
- 3代：植村泰忠（1990年4月〜1998年4月）
- 4代：田中郁三（1998年4月〜2006年4月）
  - 2000年5月以降、根津育英会理事長を兼任。
- 5代：有馬朗人（2006年4月〜2020年12月）
  - 2013年以降、根津育英会武蔵学園学園長。
- 6代：池田康夫（2021年4月〜）

## 文化財
千川上水調査アルバム
旧制武蔵高等学校交友会文化部が、1938年（昭和13年） - 1941年（昭和16年）に調査した千川上水の記録。練馬区登録有形文化財（2005年登録）。武蔵学園記念室が保持。